# Isma
Isma is een geslacht van vlinders van de familie dikkopjes (Hesperiidae).

## Soorten
- I. binotatus (Elwes & Edwards, 1897)
- I. bononia (Hewitson, 1868)
- I. bononoides (Druce, 1912)
- I. bonota Cantlie & Norman, 1959
- I. cronus (De Nicéville, 1894)
- I. dawna (Evans, 1926)
- I. feralia (Hewitson, 1868)
- I. guttulifera (Elwes & Edwards, 1897)
- I. hislopi Eliot, 1973
- I. miosticta (De Nicéville, 1891)
- I. obscura Distant, 1886
- I. protoclea (Herrich-Schäffer, 1869)
- I. umbrosa (Elwes & Edwards, 1897)